# 114611 Valeriobocci
114611 Valeriobocci este o planetă minoră (asteroid) din centura de asteroizi. A fost descoperită pe 24 februarie 2003 la  de . 
Obiectul prezintă o orbită caracterizată de o semiaxă mare de 2,9869945114981 UAi, o excentricitate de 0,01544276533119, o înclinație de 10,499134795153 ° în raport cu ecliptica.